# Ghiacciaio Zhenda
Il ghiacciaio Zhenda (in inglese: Zhenda Glacier) è un ghiacciaio lungo 8 km e largo 4,8, situato sulla costa di Zumberge, nella parte occidentale della Terra di Ellsworth, in Antartide. In particolare, il ghiacciaio, il cui punto più alto si trova a oltre 2.200 m s.l.m., è situato nella regione settentrionale della dorsale Sentinella, nei monti Ellsworth. Da qui esso fluisce verso nord-est a partire dal fianco orientale del monte Barden e da quello nord-orientale del monte Sharp, sul versante orientale della catena principale della succitata dorsale, fino ad unire il proprio flusso a quello del ghiacciaio Sabazio, a ovest del monte Lanning.

## Storia
Il ghiacciaio Zhenda è stato così battezzato dalla Commissione bulgara per i toponimi antartici in onore del villaggio di Zhenda, nella Bulgaria meridionale.